# Penguin West African Series
Penguin West African Series (Penguin Westafrikanische Reihe; mit dem Verlagskürzel WA) ist eine englischsprachige Buchreihe der Afrikastudien, die bei Penguin Books UK in Harmondsworth erschien. Verschiedene Fachgelehrte haben an ihr mitgewirkt. Sie umfasst 14 Bände und erschien von 1953 bis 1965 in einer Zeit großer politischer und sozialer Veränderungen in Westafrika. Ihren Nachfolger bildet die geografisch nicht begrenzte Penguin African Library (Penguin Afrikanische Bibliothek), wobei es einige wenige Überschneidungen zwischen den beiden gibt.

## Bände
- WA1	Local Government. R. E. Wraith	1953
- WA2	Food and Health. S. D. Onabamiro	1953
- WA3	Folk Tales and Fables.	P. Itayemi & P. Gurrey	1953
- WA4	The Machinery of Self-Government.	David Kimble	1953
- WA5	Reptiles of West Africa.	George Cansdale	1955
- WA6	Introduction to Economics.	Walter Burmingham	1955
- WA7	West Africa and the Commonwealth.	Dennis Austin	1957
- WA8	Labour Problems in West Africa.	J. I. Roper	1958
- WA9	Christianity and Politics in Africa.	John V. Taylor	1957
- WA10	Larger Birds of West Africa. David A. Bannerman	1958
- WA11	Introducing Christianity.	E.H. Pyle & S. G. Williamson	1962
- WA12	African Political Parties.	Thomas Hodgkin	1961
- WA13	White Settlers in Tropical Africa.	L. H. Gann & Kenneth Astrop	1962
- WA14	The Life of Azikiwe.	K. A. B. Jones-Quartey	1965